# خوان بابلو ألفارو
خوان بابلو ألفارو (بالإسبانية: Juan Pablo Alfaro)‏ (2 مارس 1979 بغوادالاخارا في المكسيك - ) هو لاعب كرة قدم مكسيكي في مركز الوسط. لعب مع نادي باتشوكا ونادي تولوكا ونادي تيكوس ونادي جامعة غوادالاخارا ونادي غوادالاخارا وتيبورونيس روخوس دي فيراكروز وCoras FC ‏ وLobos BUAP ‏ وAlebrijes de Oaxaca ‏ وريبوسيروس دي لا بيداد ‏ وDeportivo Toluca F.C. Reserves and Academy ‏.

## وصلات خارجية
- خوان بابلو ألفارو على موقع إي إس بي إن إف سي (الإنجليزية)
- خوان بابلو ألفارو على موقع قاعدة بيانات كرة القدم.إي يو (الإنجليزية)